# 会贤堂
39°56′12″N 116°23′26″E / 39.9366024°N 116.3906628°E
会贤堂，位于北京市西城区什刹海前海北沿18号，为老北京知名饭庄，“十大堂”之一。

## 历史
会贤堂建于清朝光绪元年（1875年），为礼部侍郎斌儒私宅。1890年，山东济南人在此开设“会贤堂”饭庄，是当时北京知名的“八大堂”之一。当时，门口的马头墙上挂有“会贤堂饭庄”铜牌，大门门簪上镌刻着“群贤毕至”。辛亥革命前后，这里经常被高官用来举行重要会议。1919年五四运动前后，不少教授在会贤堂探讨新文化运动。京剧演员王瑶卿、杨小楼、梅兰芳、余叔岩等人曾在会贤堂表演。1937年卢沟桥事变后，会贤堂成为满洲国驻北京办事处。1945年日本投降，会贤堂作为“逆产”被国民政府没收。
1947年，辅仁大学校友会购买会贤堂产权作为校友楼。中华人民共和国成立后，会贤堂交由北京师范大学及中国音乐学院使用，产权人仍为辅仁大学校友会。后来，该建筑成为中国音乐学院教工家属宿舍。1982年前后，辅仁大学校友向有关单位发出呼吁，要求归还辅仁大学校友会对会贤堂的产权。1992年8月31日，北京市房地产管理局向北京辅仁大学校友会颁发了新的房屋所有权证。2008年，辅仁大学校友会将会贤堂的产权转让给天津好时置业有限公司。2009年，辅仁大学校友会通知该院居民腾空房屋，此后该院居民陆续迁出，2012年腾退工作仍在进行。
1989年，会贤堂被列为西城区文物保护单位。2002年，会贤堂被列为北京市文物保护单位。

## 建筑
会贤堂占地面积将近3000平方米，原有房屋100余间以及戏台、花园等。